# Roy Colt & Winchester Jack
Roy Colt & Winchester Jack è un film del 1970 diretto da Mario Bava.

## Trama
Due uomini, di nome Roy Colt e Winchester Jack, fanno a pugni. Dopo la scazzottata si separano; Roy va in città, dove cerca un lavoro onesto. Lo trova presto, a Karton City, salvando un anziano signore, di nome Samuel, che sembra abbia nascosto un tesoro da qualche parte. Jack, intanto, è rimasto con i suoi amici a vivere di espedienti e trova per caso due uomini che trasportano un'indiana, accusata di aver ucciso il suo uomo, per incassare la taglia. Jack si libera di loro e fa amicizia con la ragazza, di nome Manila. Per racimolare qualche quattrino Jack e compagni decidono di assaltare una diligenza: Bellatreccia dirigerà l'operazione. Ma le cose non vanno a dovere perché nella diligenza c'è Roy, che ha ottenuto l'onesto lavoro di scortare carri carichi di soldi e oro. Lo lasciano dunque passare. A Karton City, anche il Reverendo con la sua banda è interessato al denaro di Samuel; all'arrivo in città Jack riesce a far parlare il vecchio e a farsi dare delle cartine per trovare l'oro.
Così Jack, il Reverendo e scagnozzi si mettono in cerca del denaro. Ritorna Roy e gli viene raccontata la storia; viene fatto sceriffo e si trova a mettersi in marcia da solo per trovarli, dato che in città nessuno gli dà una mano. Samuel, per favorirgli il compito, gli dice dove si trova esattamente l'oro. Trova prima il Reverendo e, facendo il doppio gioco con Jack, riesce a farlo cadere in trappola: il Reverendo riesce comunque a salvarsi insieme ad altri due, Boida e Dente di Cavallo. Intanto Roy inizia a innamorarsi di Manila. Dopo una parentesi a Wimpy City in un bordello gestito da Mamma Lizzy, si rimettono in marcia. Il Reverendo, però, è subito dietro e attacca con degli esplosivi il loro accampamento.
Rimangono solo in cinque, compresa Manila. Jack, che ha scoperto la tresca tra Roy e l'indiana, dice al suo vecchio amico di andarsene, ma lui non ci sta; fanno a cazzotti e Roy vince e si porta via Manila Ben presto vengono catturati dal Reverendo e dai suoi due scagnozzi, che costringono Roy a dire loro l'esatta ubicazione del tesoro. Una volta trovato l'oro, il Reverendo tradisce i suoi due compagni e li uccide, ma Jack lo fredda con un colpo di pistola. Rimangono Jack, Roy e Manila; i due vecchi amici cominciano a fare a pugni per il possesso del cappello e Manila, vista la situazione, scappa con il carico pieno d'oro, lasciando Roy e Jack soli a litigare.

## Distribuzione
Date di uscita internazionali:
- in Italia: 13 agosto 1970
- negli Usa: dicembre 1975

## Collegamenti con altre pellicole
Nel momento in cui il Reverendo porta con sé Manila con la corda come prigioniera, la chiama "Donna chiamata Cavalla", con chiaro riferimento umoristico al film dello stesso anno Un uomo chiamato Cavallo.